# Mycetophila enthea
Mycetophila enthea är en tvåvingeart som beskrevs av Zaitzev 1998. Mycetophila enthea ingår i släktet Mycetophila och familjen svampmyggor. Inga underarter finns listade i Catalogue of Life.